# Suini
A Suini az emlősök (Mammalia) osztályának párosujjú patások (Artiodactyla) rendjébe, ezen belül a disznófélék (Suidae) családjába és a Suinae alcsaládjába tartozó nemzetség.

## Rendszerezés
A nemzetségbe az alábbi 6 emlősnem tartozik, ezekből manapság már csak egy él:
- †Eumaiochoerus miocén
- †Hippopotamodon miocén - pleisztocén; szinonimái: Dicoryphochoerus, Limnostonyx
- †Korynochoerus miocén - pliocén
- †Microstonyx miocén
- Porcula Hodgson, 1847[1]
  - törpedisznó (Porcula salvania) Hodgson, 1847
- Sus Linnaeus, 1758 - típusnem; miocén - jelen